# 백선호
백선호(본명: 이선호, 2003년 7월 18일~)은 대한민국의 배우이자 2023년 드라마 남과 여로 데뷔하였다.

## 기타
- SM엔터테인먼트, 빅히트 뮤직 연습생 출신이다.
- 자바칩 음료를 좋아한다.
- LP 듣는 걸 좋아하고 모으는 취미가 있다.
- 배우 안지호랑은 경기고등학교 선후배 사이이다.

## 학력
- 경기고등학교 (졸업)

## 드라마
- 2023년 채널A 《남과 여》 - 장은우 역
- 2024년 TVING ,tvN 《좋거나 나쁜 동재》 - 성시운 역
- 2024년 OCN 《O'PENing - 수령인》 - 성서준 역
- 2025년 SBS 《킥킥킥킥》 - 이마크 역
- 2026년 넷플릭스 《기리고》 - 건우 역